# Nagy László Gimnázium (Komló)
A komlói Nagy László Gimnázium (hivatalos nevén: Kökönyösi Általános Iskola, Gimnázium és Alapfokú Művészeti Iskola) a város három középiskolájának egyike. 

## Története

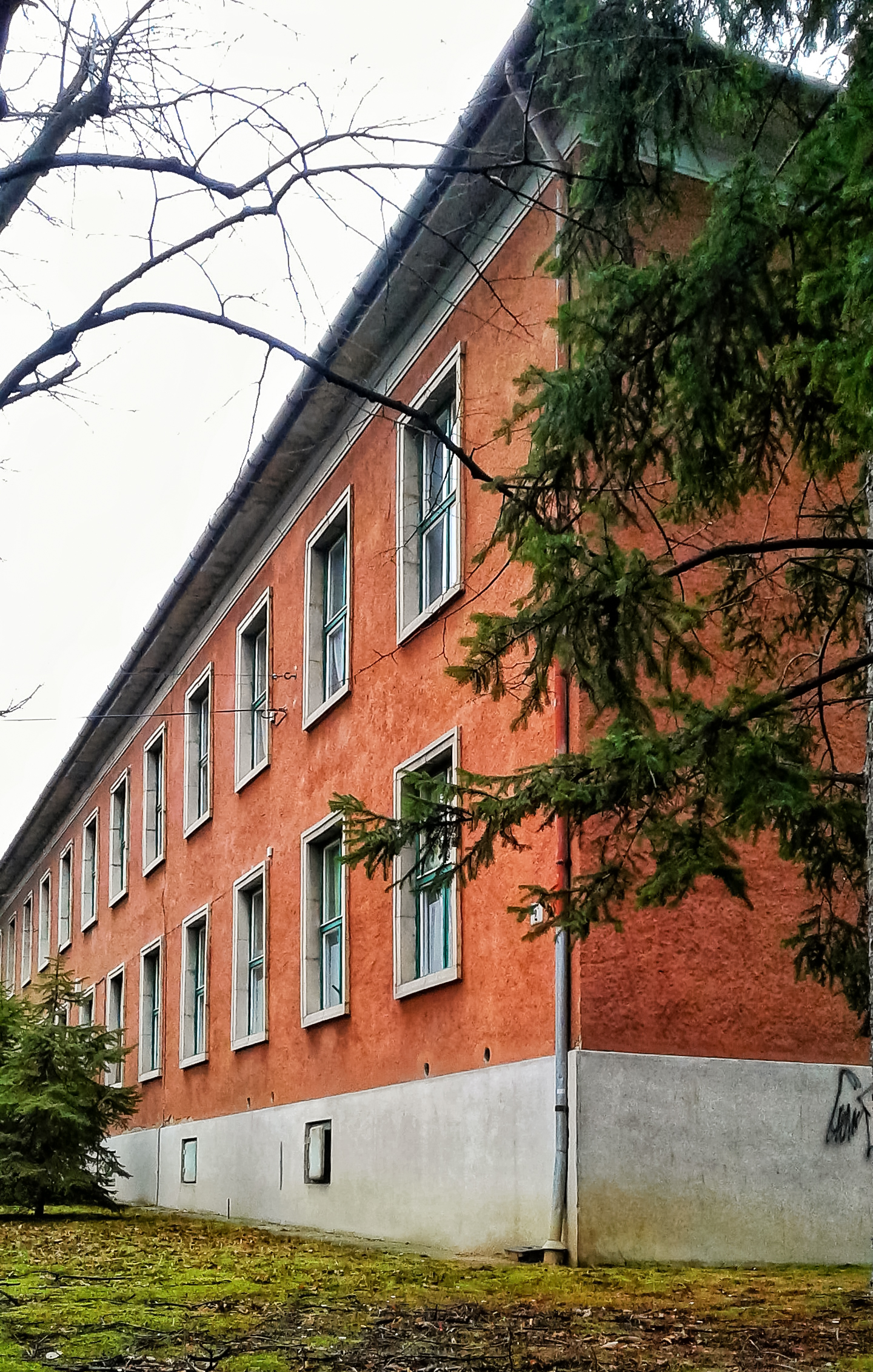
A gimnázium egykori épülete

1953-ban a belvárosi általános iskola termeiben kezdte meg a működését a komlói általános gimnázium két első osztállyal, 97 tanulóval és 2 tanárral. Az 1954/55-ös tanévben egy fabarakkba költözött a gimnázium, ahol négy osztállyal kezdték a tanévet. Még ebben a tanévben ismét költözött az iskola, a mai Gagarin Általános iskola földszintjére.
1959. március 21-én, a Tanácsköztársaság kikiáltásának 40. évfordulóján, Kun Béláról nevezték el, az addig "névtelen" iskolát. A gimnázium 1959-ben a Gorkij utcai épületbe költözött.
1963-tól a gimnáziumban szakközépiskolai tagozat is indult. Ez az osztály képezte a későbbi Steinmetz, majd Kazinczy Szakközépiskola alapját. 1963-tól az iskola Kun Béla Gimnáziumként és Közgazdasági Szakközépiskolaként működött. Nehézségeket okozott a tanítás megszervezése az 550 főre duzzadt tanulólétszám és a kicsi épület miatt. A gondokat jelentősen enyhítette az, hogy 1965-ben a szakközépiskola Szilvásba költözött az Alkotmány utca 2. szám alá.
1979-ig több tagozat is működött (orosz, kémia-fizika, testnevelés, ruhaipari tagozat, esti közgazdasági tagozat).
Az iskola 1991. augusztus 1-én felvette Nagy László nevét.
1991-ben nyolcosztályos tagozat (2013-ig), 1996-ban a közbiztonsági képzés, valamint 2000-ben a német nemzetiségi kisebbségi oktatás indult el a gimnáziumban.
2003-ban Komló város átadta a Baranya Megyei Önkormányzatnak mindhárom középiskoláját. A Baranya Megyei Önkormányzat a Nagy László Gimnáziumot, a Kazinczy Ferenc Szakközépiskolát és a Csizmazia Gyula Szakképző és Szakközépiskolát egy közös intézménnyé vonta össze. Az új intézmény neve: Baranya Megyei Önkormányzat Nagy László Gimnáziuma, Szakközépiskolája, Szakiskolája és Kollégiuma.
A Gorkij utcai épület 2010-ig volt a gimnázium otthona, a 2010/2011-es tanévet a szakközépiskola egykori kollégiumában (Komló, Alkotmány u. 2/b) kezdte meg.

## Rendezvények
Nagy László Napok:
1967. márciusában került sor első alkalommal az akkor még Kun Béla Napoknak elnevezett rendezvénysorozatra, amely mind a mai napig minden tanév legkiemelkedőbb eseményének számít. A március 15.-i megemlékezéshez kötött rendezvények palettája az évek során egyre bővült. Állandó program a Nagy László Pályázatok eredményhirdetése, a tantárgyi pályázatok kiírására 1966-ban került sor először. Szintén ilyenkor kerül megrendezésre a Daléneklési Verseny, amely keretében minden osztály népdalokból, kánonból valamint mai dalból álló csokrot ad elő. A főbb programok mellett minden évben vetélkedők, előadások, sportversenyek színesítik a programot.
Idegennyelvi Matiné
Több mint harmincéves hagyomány a gimnáziumban, hogy a tanulók az iskolában tanított nyelvek (angol, német, francia, olasz) mindegyikén dalokat adnak elő.
DÖK/Őszi túra:
Minden év szeptemberében/októberében a gimnázium diákönkormányzata rendezi meg.

## Érdekességek
- Az iskolában nem szokványos csengő jelzi az órák kezdetét és végét. Becsöngetéskor Vivaldi: Négy évszak – Tavasz I. tétele, míg kicsengetéskor a "Híd a Kwai folyón" c. induló szólal meg a csengőkből.

- Az iskola falait a diákok által festett színes dekorációk díszítik.

- A tantermek elnevezése az abban a teremben tanított tantárgy egyik jeles képviselője után történt pl.: a matematikaórákat a Bolyai, a biológiaórákat a Semmelweis után elnevezett teremben tartják.

## Képzési formák
- Általános gimnáziumi képzés

A gimnázium helyi tanterve szerinti rendszerben ismerkednek meg a tanulók a közismereti tantárgyakkal. A négy év folyamán a magyar nyelv és irodalom, történelem, matematika, informatika, fizika, kémia, földrajz, biológia, ének, rajz, testnevelés és az idegen nyelvek oktatása folyik. A gimnázium minden diákja két idegen nyelvet tanul. Az általános tagozaton az első idegen nyelv az angol, vagy a német, második idegen nyelvként választható az angol, a német vagy az olasz nyelv.
- Német nemzetiségi nyelvoktató program

A német nemzetiségi nyelvoktató programban résztvevők heti 5 órában tanulják a német nyelvet, a második idegen nyelvük az angol vagy az olasz, a többi tárgyat az általános képzés tanterve szerint tanulják. A német nemzetiségi diákok tanórákon, tanórán kívüli foglalkozásokon, szabadidős programok keretében ismerkednek a német kisebbség hagyományaival is. A négy éves képzés célja az emelt szintű érettségi vizsga vagy a középfokú nyelvvizsga német nyelvből.
- Angol/német nyelvi előkészítő

A nyelvi előkészítő osztályt választó diákok 5 éves képzésben vesznek részt. A 9. évfolyamon heti 12 órában tanulják az első idegen nyelvet /angolt, illetve a németet/ és emelt óraszámban a második idegen nyelvet: német, angol, olasz illetve francia nyelv közül lehet választani. A heti 12 órában szókincsfejlesztés, nyelvtan, országismeret oktatása folyik két nyelvtanár segítségével. Mivel többen oktatják az első idegen nyelvet, így több stílussal, kiejtéssel, találkoznak a diákok. A nyelvi órákon sok idő jut az érdekességekre, részletekre pl.: civilizáció, angol/német irodalom, kultúra... A nyelvi előkészítő első évében a magas nyelvi órákon kívül emelt óraszámban tanulnak informatikát, szintentartó matematikát, magyart, valamint tanulásmódszertan és testnevelés órájuk van. A 10. évfolyamtól a diákok az emelt óraszámú nyelvi órák mellett általános képzés tananyagát tanulják, így ők 13. évfolyamon fejezik be a gimnáziumi tanulmányaikat. E képzés egyik fő célja az angol/német, illetve a második idegen nyelv sikeres elsajátítása, a közép vagy felsőfokú nyelvvizsga megszerzése, akár két idegen nyelvből is.
- Rendészeti képzés

A gimnázium kínálatát több mint 10 éve színesíti a rendészeti képzés. A képzés kiemelkedő feladata a tanulók fizikai erőnléti állapotának fejlesztése. Ennek érdekében a képzésben részt vevő tanulók kötelezően több testnevelés órán, külön önvédelmi oktatáson vesznek részt. Mindezeken túl az iskola tanulói számára az első két évben emelt óraszámú informatikai oktatást biztosít az iskola. A 11-12. évfolyamon rendészeti ismeretek tantárgyat tanítunk, amely választható érettségi tantárgy is lehet. Ez a fajta képzés a rendőri pályán való elhelyezkedést, illetve ilyen irányú felsőfokú tanulmányokat segíti elő.
- Sportiskolai képzés

A képzés a 2016/2017-es tanévtől kezdte meg működését. Az osztályban az általános műveltséget megalapozó, valamint érettségi vizsgára és felsőfokú iskolai tanulmányok megkezdésére felkészítő nevelés-oktatás folyik. A négyéves képzés fontos eleme a sporttal kapcsolatos ismeretek gyakorlati és elméleti elsajátítása. Az általános jellegű képzés mellett 11. és 12. évfolyamon széleskörű választható órakerettel segítik elő a közép- és emelt szintű érettségire történő felkészülést, ECDL bizonyítvány megszerzését és a sikeres továbbtanulást.

## Híres tanulók
- Rejtőné Alföldi Andrea, gyalogló olimpikon (1992)

- Haui József, grafikus, a Magyar népmesék, a Vízipók-Csodapók, a Kérem a következőt! sorozatok alkotója

- Király Csaba, zongora- és orgonaművész